# Verde (araldica)
Il verde è uno smalto araldico di colore verde intenso. Nella rappresentazione monocromatica è simboleggiato da linee parallele diagonali inclinate a 45° e dirette dall'angolo superiore destro dello scudo (a sinistra per l'osservatore) verso l'angolo inferiore sinistro (alla destra dell'osservatore).

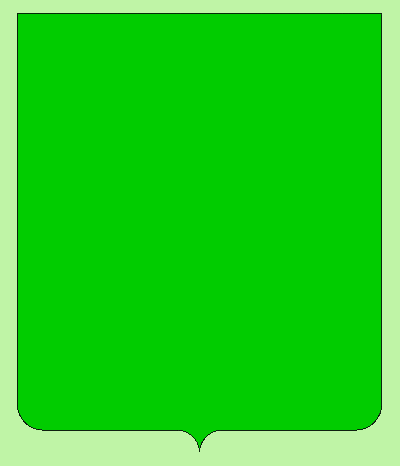
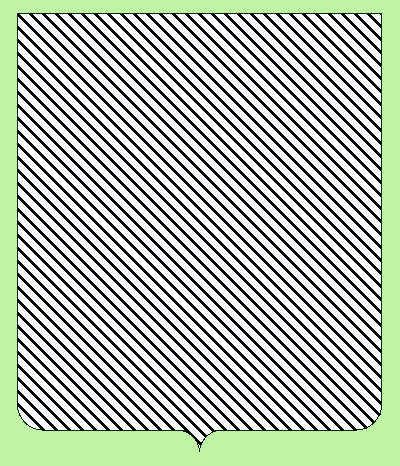
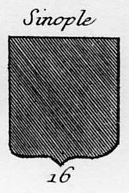

Nell'araldica francese e spagnola ha il nome di Sinople. L'origine del termine è misteriosa; inoltre all'inizio "sinople" indicava il colore rosso. Il termine deriva infatti dalla città di Sinope, porto della Paflagonia, la cui terra era di colore rosso. È solo alla metà del XIV secolo che la parola cambia bruscamente significato, senza che se ne conosca il motivo, e passa a designare il colore verde. Un'ipotesi verosimile (e comunque spesso citata) è che il verde, semplicemente chiamato «vert» al suo apparire, provocava nell'espressione orale qualche confusione con «vair», la pelliccia vaio. Questa confusione non si verificava in Inghilterra, dove infatti si è mantenuto il termine «vert». Detronizzato da «gueules», sinople è caduto in desuetudine; presente ma misconosciuto nei vecchi armoriali, sarebbe allora stato interpretato come questo «vert» fastidioso, e opportunamente recuperato.
Un sinonimo antico è «prasine», dal latino prăsĭnus, "colore verde". È uno smalto poco impiegato (soprattutto come campo) negli armoriali occidentali, proprio perché viene dall'Oriente.
Il verde simboleggia amore, amicizia, abbondanza, allegrezza, civiltà, cortesia, vigore, onore, vittoria. Nei tornei era simbolo di speranza nella vittoria. A Bisanzio era il colore del mondo di corte.